# Abelag Aviation
Abelag Aviation (souvent simplement nommée Abelag) (code AITA : W9 ; code OACI : AAB) est une compagnie aérienne belge qui exploite des vols charters principalement dans le domaine de l'aviation d'affaires.
Elle est officiellement basée à l'aéroport de Bruxelles mais officie également depuis celui de Courtrai, d'Anvers, de Lille, de Paris-Charles De Gaulle et d'Eindhoven.

## Histoire
En 1979, l'entreprise a créé 'Abelag Airways' (plus tard Air Belgium) avec Sun International. Un an plus tard, la société est sortie de la collaboration[pas clair].
En 2013, la société a été reprise par Luxaviation. Le nom commercial 'Abelag' a disparu. Le siège social de Bruxelles et Courtrai continuent sous le nom «Abelag».

## Flotte
La flotte d'Abelag est constituée des appareils suivants [Quand ?] :
- 3 Bombardier Learjet 45
- 2 Beechcraft King Air 200
- 3 Cessna Citation CJ2
- 2 Cessna Citation CJ3
- 6 Cessna Citation Excel
- 1 Cessna Citation V Ultra
- 4 Dassault Falcon 2000
- 2 Dassault Falcon 7X